# ريتشارد هيرون أندرسون
ريتشارد هيرون أندرسون (بالإنجليزية: Richard Heron Anderson)‏ (7 أكتوبر 1821 - 26 يونيو 1879) ضابطا في الجيش الأمريكي، قاتل بشرف في الحرب المكسيكية الأمريكية. خدم كجنرال كونفدرالي خلال الحرب الأهلية الأمريكية، واشترك في قتال صراع المسرح الشرقي وأبرزها كانت خلال معركة محكمة سبوتسيلفانيا في عام 1864. من صفات أندرسون التواضع.